# Sparafeld
Das Sparafeld ist ein 2247 m ü. A. hoher Berg in den Ennstaler Alpen. Nach dem Admonter Reichenstein (2251 m) ist es die zweithöchste Erhebung der Reichensteingruppe und von ihm durch die Wildscharte (1903 m) getrennt. Im Gegensatz zum Reichenstein ist das Sparafeld auf unschwierigen Wegen erreichbar und auch ein Ziel für anspruchsvolle Skitouren.

## Topographie
Das Sparafeld bildet den östlichsten Punkt eines Hochplateaus, dessen nordwestliches Ende die Riffel (2106 m) und dessen südlichsten Punkt der Kalbling (2196 m) darstellen. Im Ostgrat zur Wildscharte erheben sich der mächtige Sparafeld-Ostturm und – von diesem durch die Fingerscharte getrennt – der Sparafeldfinger.

## Aufstiege
Der Normalweg führt über Steige unschwierig von der Klinke-Hütte zum Gipfel. Der Weg zieht von der Hütte hinauf zum Kalbling-Südgrat, unter dessen Westwand vorbei zum Speikboden und weiter in Richtung Osten zum Gipfel.
Länger ist der nördliche Zustieg von der Goferhütte (978 m). Dieser Zustieg erfordert bereits Kletterei im I. Grad, außerdem können hier steile Schneefelder eine Gefahr darstellen.
Wie auf die meisten Gesäuseberge gibt es auch auf dem Sparafeld zahlreiche Kletterrouten, etwa den Südpfeiler (V-), den brüchigen Ostgrat von der Wildscharte aus (III+) oder diverse Kletterrouten am NO-Pfeiler.

## Skitour
Von der Nordseite kann das Sparafeld auch mit Skiern bestiegen werden. Der Zustieg führt von der Hintergoferalm über die Goferschütt in den Trichter unterhalb des Sparafelds und weiter über Steilhänge bis zum Gipfel. Diese Tour gilt aber als sehr schwierig, und teilweise besteht auch Absturzgefahr. Einfacher ist die Tour entlang des Normalwegs von der Oberst-Klinke-Hütte aus.